# Histoire du Bangladesh

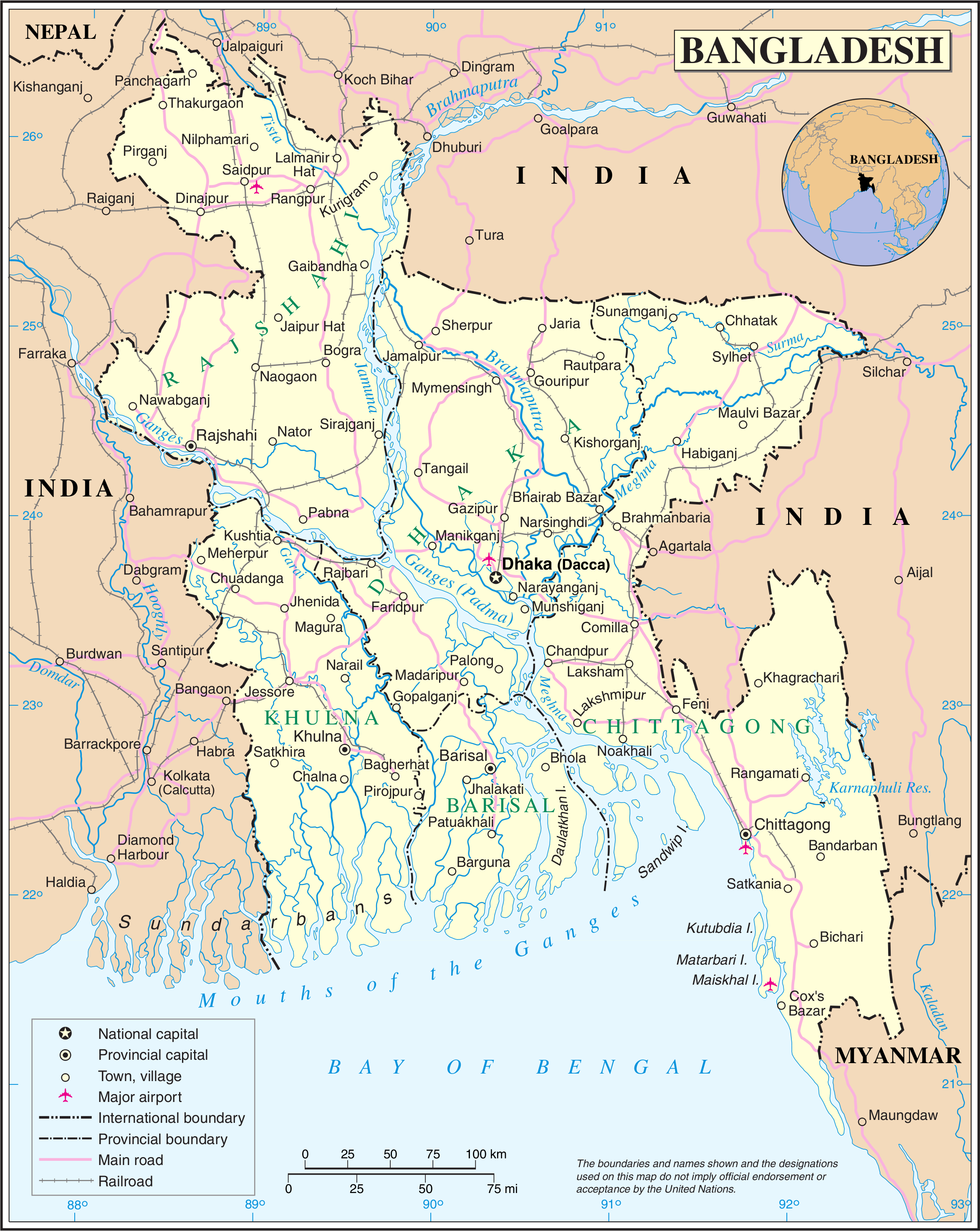
Carte plate du Bangladesh

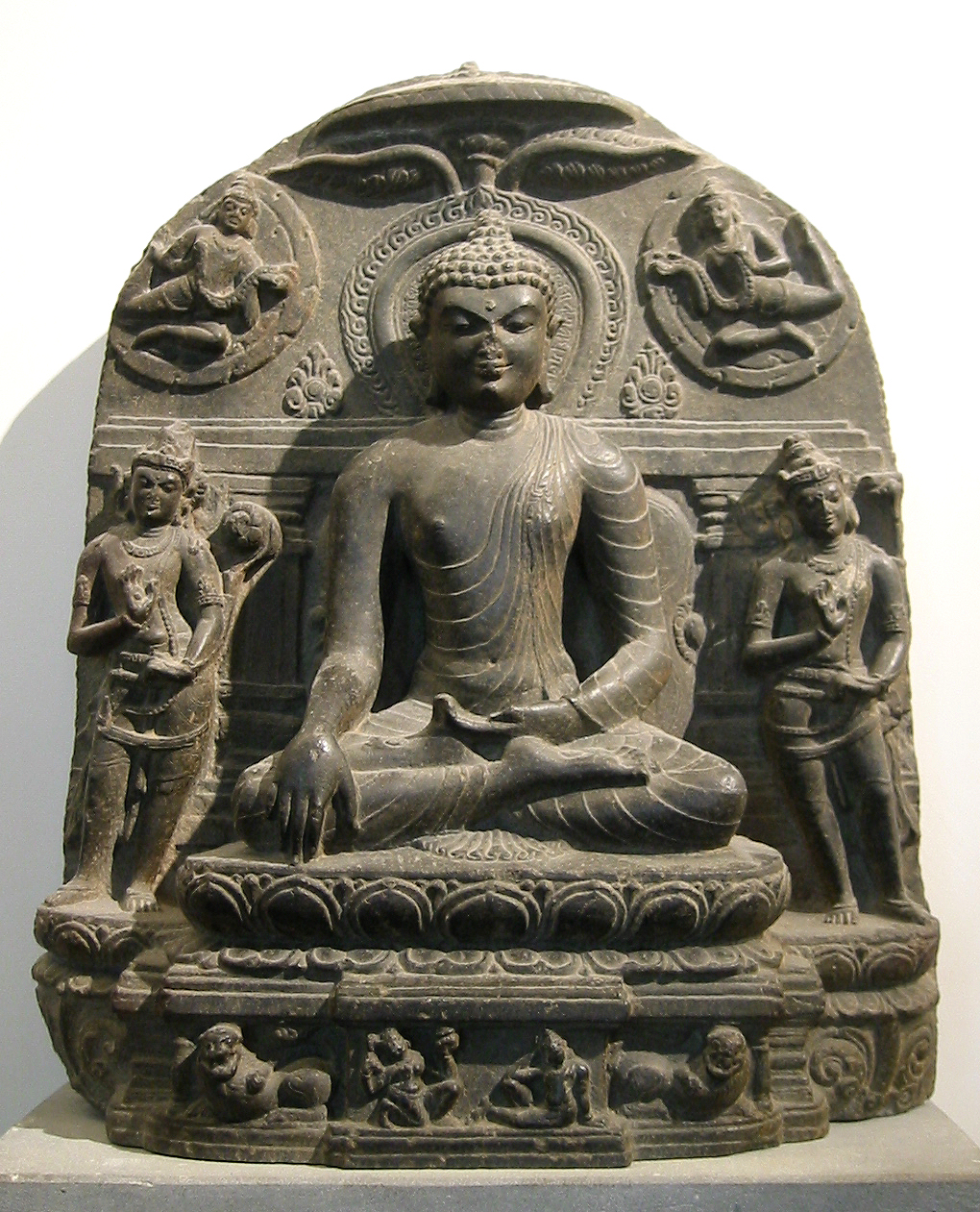
Art bouddhiste du XIe siècle, Art de l’Inde du XIe siècle, Art de la période Pala, Bouddhisme en Inde (Musée Guimet), Statues du Bouddha de l’Inde

Le Bangladesh, État créé en 1971, s'étend sur l'ancien Pakistan oriental, province du Pakistan dont l'unité était avant tout religieuse : sa population était majoritairement musulmane. Le Pakistan lui-même avait été créé en 1947 après la fin du dominion britannique sur le territoire indien.
Pour la période antérieure à 1947, voir Histoire de l'Inde.

## Vers l'indépendance
Jusqu'en 1947, le territoire du Bangladesh fait partie de l'Union Indienne : préhistoire de l'Inde, histoire de l'Inde.
De 1947 à 1971, l'histoire du Bangladesh se confond avec celle du Pakistan, dont il est une province orientale, séparée de 1600 km des quatre autres provinces constituant le Pakistan occidental : histoire du Pakistan.

## Naissance du Bangladesh
À cette époque, les Bengalîs sont réticents quant à la création du Pakistan et à la partition. La ligue musulmane a encore peu d'influence au Bengale jusqu'aux années 1940.
En 1946, le grand massacre de Calcutta est l'expression et le début d'une série de violences entre les hindous et musulmans, qui va rendre la partition inéluctable. Ces violences ont déjà commencé dans les années 1920. Aux élections de 1946, la ligue musulmane emporte la majorité au Bengale, et les Bengalîs se rallient à la ligue.
En 1970, le cyclone de Bhola dévaste la côte du Pakistan oriental ; le gouvernement réagit lentement. 
La colère de la population bengalî grandit quand Mujibur Rahman, dont la Ligue Awami a gagné une majorité au Parlement aux élections de la même année, est empêché d'entrer en fonction. 
Après avoir mis en scène des pourparlers avec Mujibur, le président Yahya Khan le fait arrêter la nuit du 25 mars 1971, et lance l'Opération Searchlight, une attaque militaire soutenue sur le Pakistan oriental. 
Les méthodes employées sont sanglantes et causent de nombreuses morts civils. Parmi les cibles les plus importantes se trouvent des intellectuels et des Hindous.
Environ dix millions de réfugiés fuient en Inde. Les estimations du nombre de morts vont de 3 à 30 millions de personnes,.
La plupart des leaders de la Ligue Awami quittent le pays et installent un gouvernement en exil à Calcutta, en Inde. Cette guerre, qui devient  la guerre de libération du Bangladesh, dure neuf mois. Le guérilla Mukti Bahini et les troupes bengalîes sont finalement aidés par les Forces armées indiennes en décembre 1971. Sous le commandement du lieutenant général Jagjit Singh Aurora, l'Armée de terre indienne prend une victoire décisive sur les Pakistanais le 16 décembre, faisant plus de 90 000 prisonniers de guerre pendant ce qui est nommé la troisième guerre indo-pakistanaise. 
Le Bangladesh devient indépendant le 16 décembre 1971. Peu après, le 11 janvier 1972, le nouveau pays change officiellement de nom et la nouvelle constitution est adoptée le 16 décembre 1972 (voir Sheikh Mujibur Rahman).
Après son indépendance le Bangladesh devient une démocratie parlementaire avec Mujib comme premier ministre. Lors des élections parlementaires de 1973, la Ligue Awami gagne la majorité absolue. Une famine emporte le pays en 1973 et 1974. Début 1975 voit le début d'un gouvernement socialiste à parti unique mené par Mujib et le BAKSAL. Le 15 août 1975 Mujib et sa famille sont assassinés par des officiers .
Une série de coups d'État et contre-coups-d'État dans les trois mois suivants culminent avec la montée au pouvoir du général Ziaur Rahman (« Zia »), qui réinstalle le système politique précédent à plusieurs partis et fonde le Parti nationaliste du Bangladesh (BNP). Zia est assassiné en 1981 par des militaires. Le nouveau chef d'État est le général Hossain Mohammad Ershad, qui monte au pouvoir dans un coup d'État exsangue en 1982 et y reste jusqu'en 1990 quand il est forcé de démissionner sous la pression de donateurs occidentaux à la suite d'un changement majeur en politique internationale après la fin de la Guerre froide. Depuis lors, le Bangladesh est à nouveau une démocratie parlementaire. La veuve de Zia, Khaleda Zia, mène le BNP à une victoire parlementaire dans les élections générales de 1991 et devient la première femme Premier ministre dans l'histoire du pays. Toutefois, la Ligue Awami, menée par Sheikh Hasina, l'une des filles de Mujib ayant survécu à l'assassinat, prend le pouvoir aux élections suivantes en 1996. Elle le perd en faveur du BNP en 2001. Khaleda Zia est aujourd'hui en prison, soupçonnées de corruption.

## Période védique (1500-500)

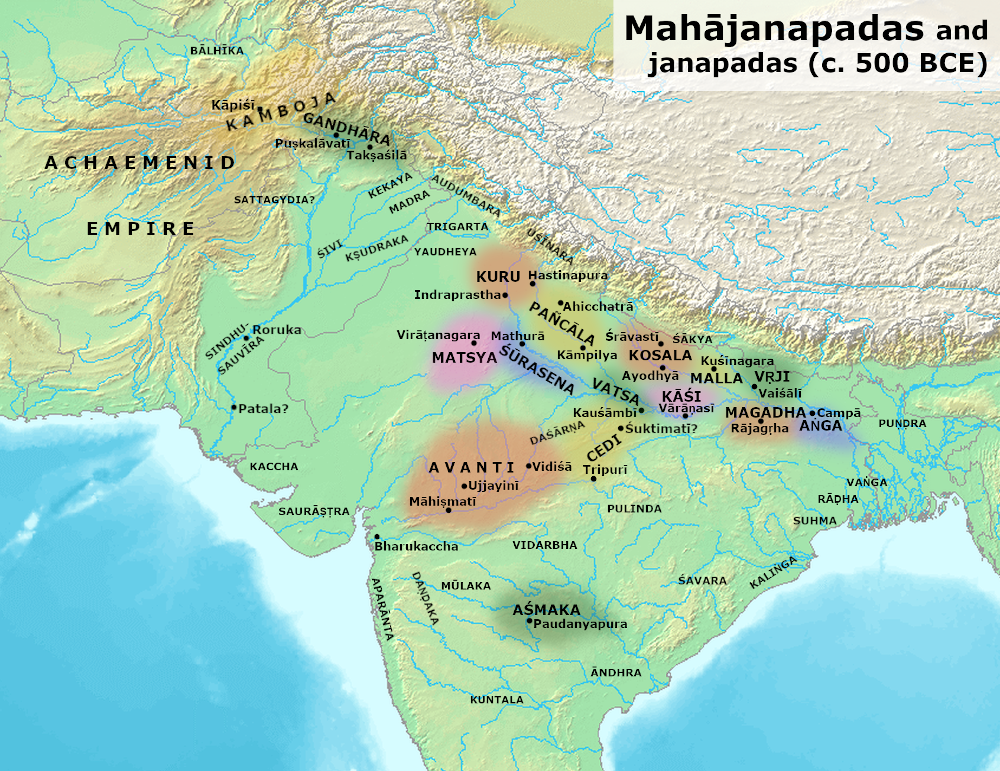
Magadha et autres Mahajanapadas dans la période post-védique

Empire maurya, vers 250

Le delta du Gange (deltas du Gange et du Brahmapoutre) couvre environ 100 000 000 km2 et héberge en 2024 près de 300 millions d'habitants (pour 45 millions vers 1901), dans les États actuels d'Inde et du Bangladesh. Une partie des cours et bassins de ces deux fleuves constitue le territoire du Bangladesh, dont le golfe du Bengale forme un aboutissement.
Durant la période pré-védique (20000-1500), la région est approchée et fréquentée par des populations parlant des langues austroasiatiques, des langues tibéto-birmanes, puis par des peuples dravidiens et enfin par des peuples indo-aryens (migrations indo-iraniennes (2000-1000)).
Durant la période védique (1500-500), la région du Bengale est connue pour avoir abrité les royaumes Anga (Āṅgeyas), Vanga (peut-être le futur Gangaridai des géographes gréco-romains, avec le port fluvial de Sonargaon), Pundravardhana (en) (Pundra), Varendra (en), Suhma (en), Harikela (en), et une partie des mieux documentés empires de Magadha (de 1750 à +550, ou 684-350), et de Nanda (345-322).
Parmi les dynasties de Maghada : Brihadratha, Pradyota (822?-684), Haryanka (684-424), Shishunaga (430-345), Nanda (345-322), Maurya (321-185), Shunga (185-73), Kanva (72-22).
L'histoire ancienne du Bengale (en) est à compléter par celle de l'Assam (en) (royaume de Davaka (en)) (900?-550?), royaume de Kamarupa (350-1140)) et de l'Est du Bangladesh (divisions de Chittagong et de Sylhet) (royaume de Samatata (250-1150)), mais encore par celle des autres États de l'Inde du Nord-Est (Sikkim, Arunachal Pradesh, Assam, Manipur, Meghalaya, Mizoram, Nagaland, Tripura) et des États indiens voisins du Bengale-Occidental, Bihar et Jharkhand (2000).
- Âge du bronze en Inde (en) (3000-1000)
- Langues indo-aryennes
- Liste d'anciens peuples et tribus indo-aryens (en)
- Âge du fer en Inde (en) (1000-100)
- Northern Black Polished Ware (en) (Culture NBPW / NBP, Articles polis noirs du Nord, 1200/700-200, poterie brunie)
- Empire maurya (325-185 avant l'ère commune)

## Périodes classique et médiévale
- Empire Gupta (240-550)
- Royaume Gauda (en) (Shashankas, 320-626)

, vers 625

- Royaume de Kamarupa (350-1140), premier royaume d'Assam
- Empire de Harsha (606-647) ou royaume de Kannauj (en) ou Pushyabhuti
- Royaume Mallabhum (en) (694–1947), actuel district de Bankura

- Dynastie Pala (750-1161/1174)
- Dynastie Kamboja Pala (en) (950-1050)
- Dynastie Sena (1070-1230)

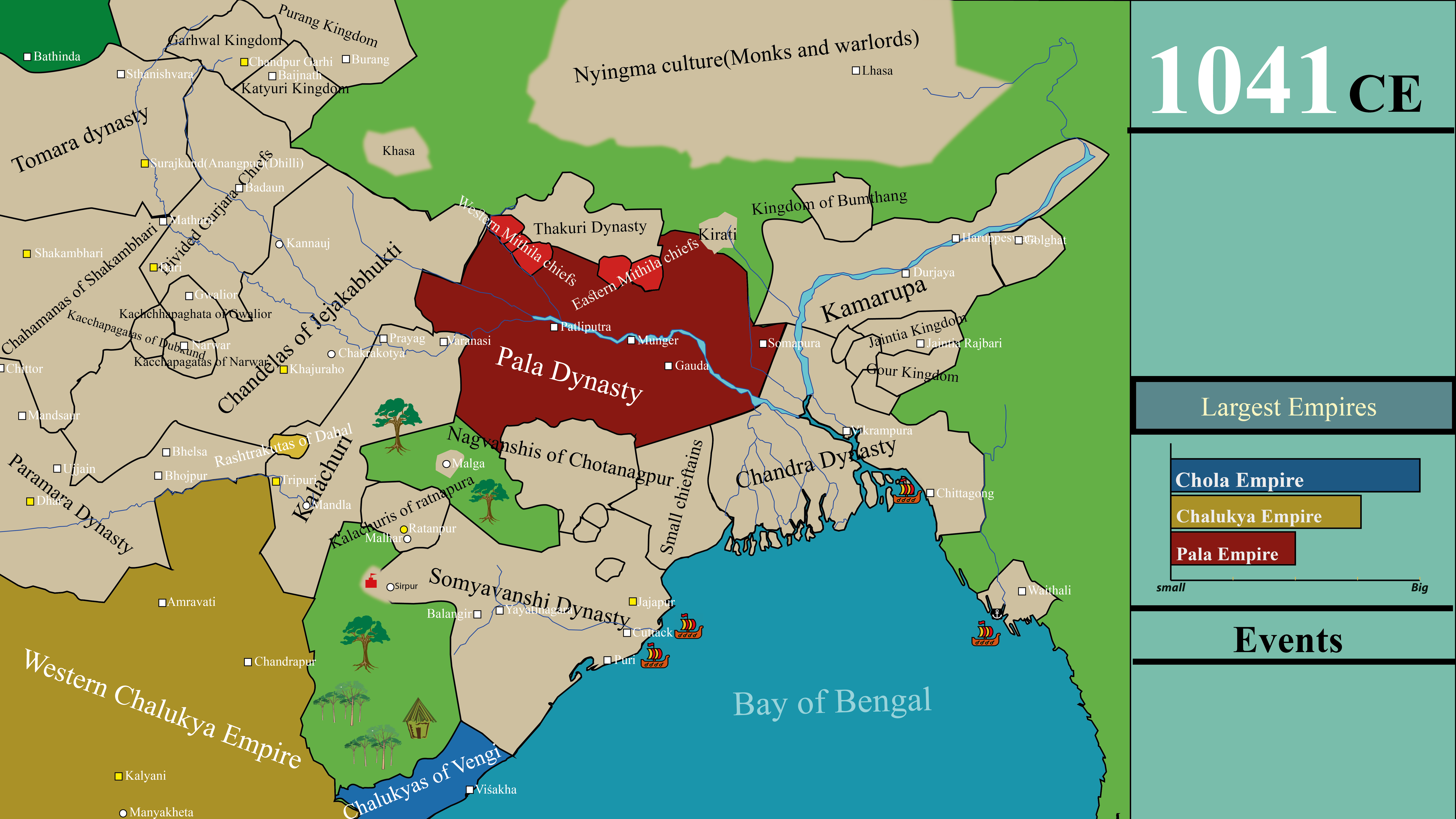
Grande région, vers 1041

- Conquêtes musulmanes des Indes (dès 711-712, et dans la région dès 1202), Islam au Bangladesh
- Dynastie afghane des Ghorides (879-1215), au moins sous Muhammad Ghûrî en 1202-1206
- Baro-Bhuyan (en) (1150c-1550c/1617) (Assam et Bengale)

- Royaume de Taraf (en) (1200-1610), surtout l'actuel district d'Habigani

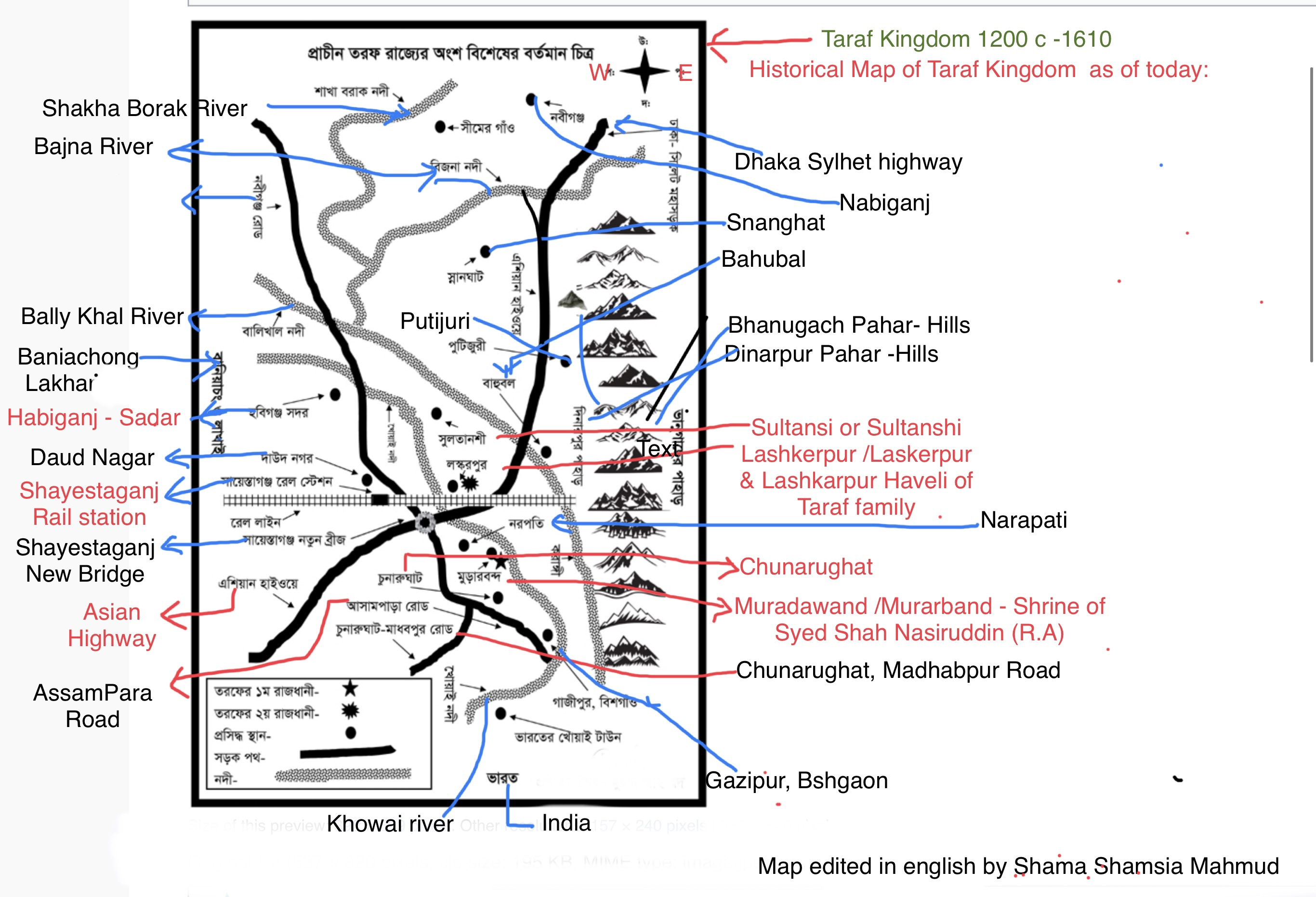
Carte britannique du royaume de Taraf (province de Sylhet)

- Royaume d'Ahom (en) (1228-1822/1826, Assam), Âhom (de langue thaïe)
- Royaume de Dimasa / Kachari (en) (1250c-1832, Assam)
- Sultanat de Delhi (1206-1506)
- Sultanat du Bengale (1352-1576)
- Royaume de Tripura (1400-1947/1949)
- Royaume de Mrauk U (en) (1430-1785, Arakan)
- Royaume de Pratapgarh (en) (1489-1700), dont l'actuel district de Karimganj

- Empire suri (1539-1556)
- Empire moghol (1526-1857)
  - Bengal Subah (en) (1576-1803, Province du Bengale)
  - Nawabs du Bengale (en) (1717-1884)

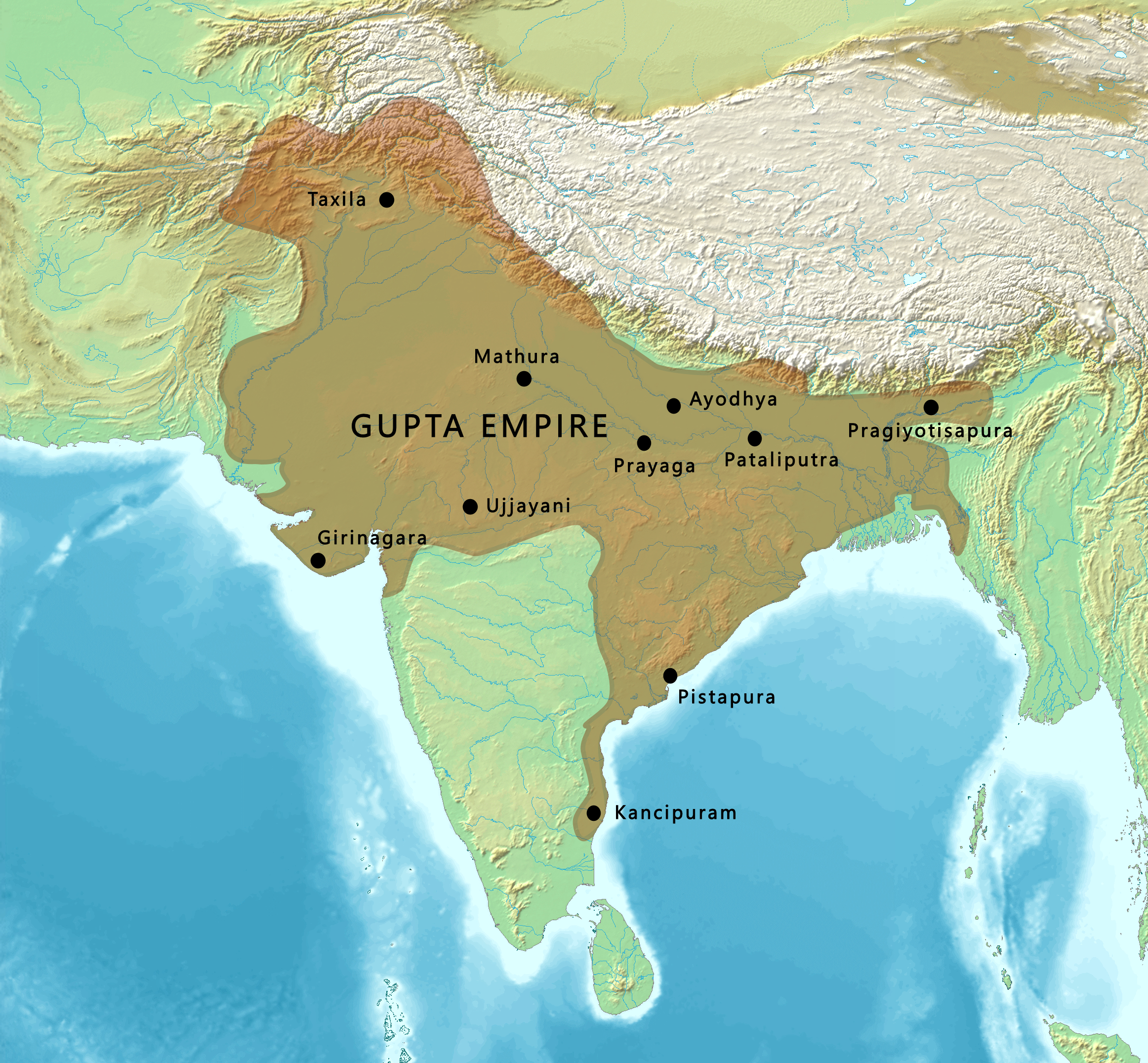
Empire Gupta
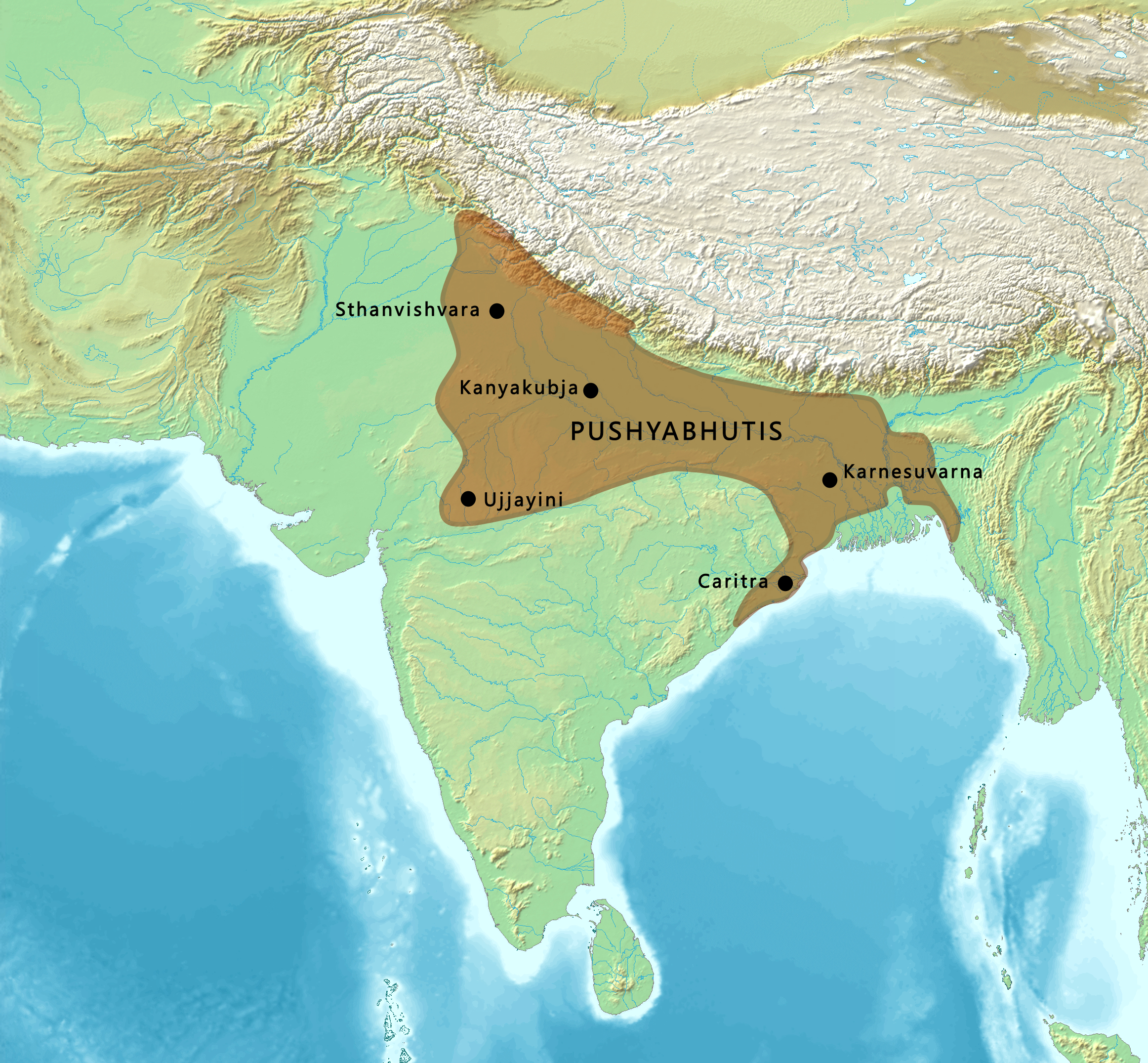
Empire Harsha
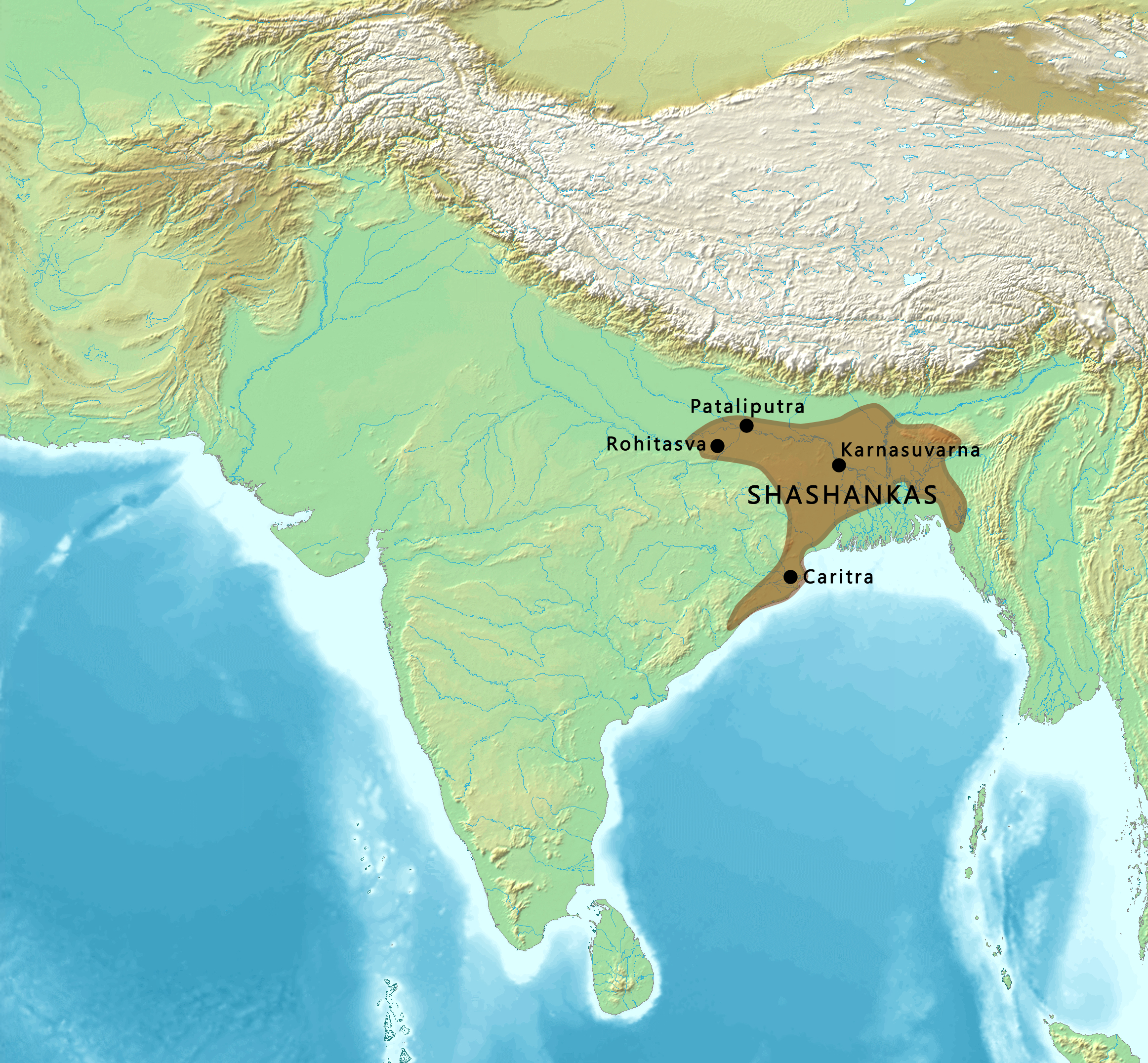
Royaume Gauda
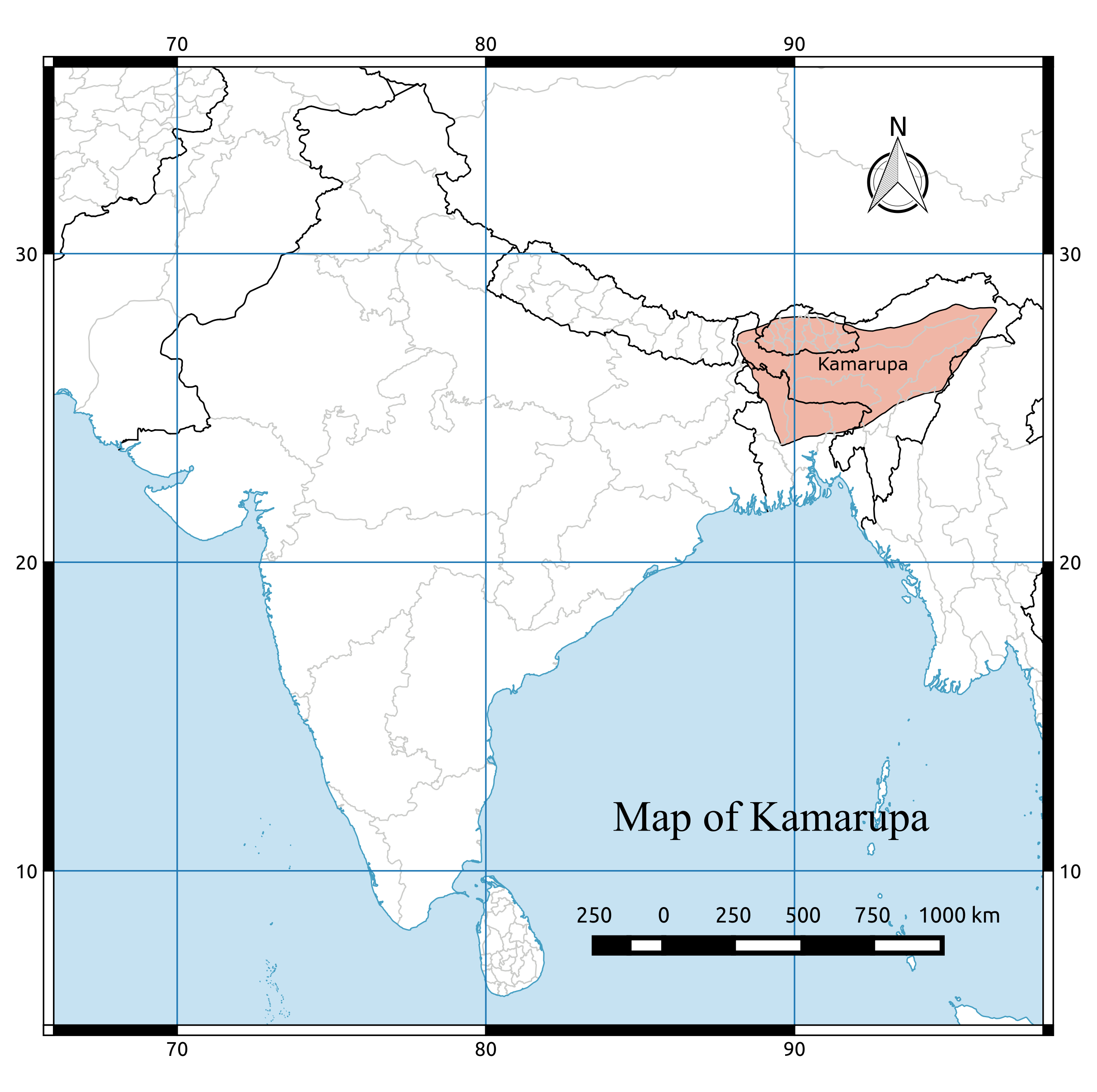
Royaume de Kamarupa
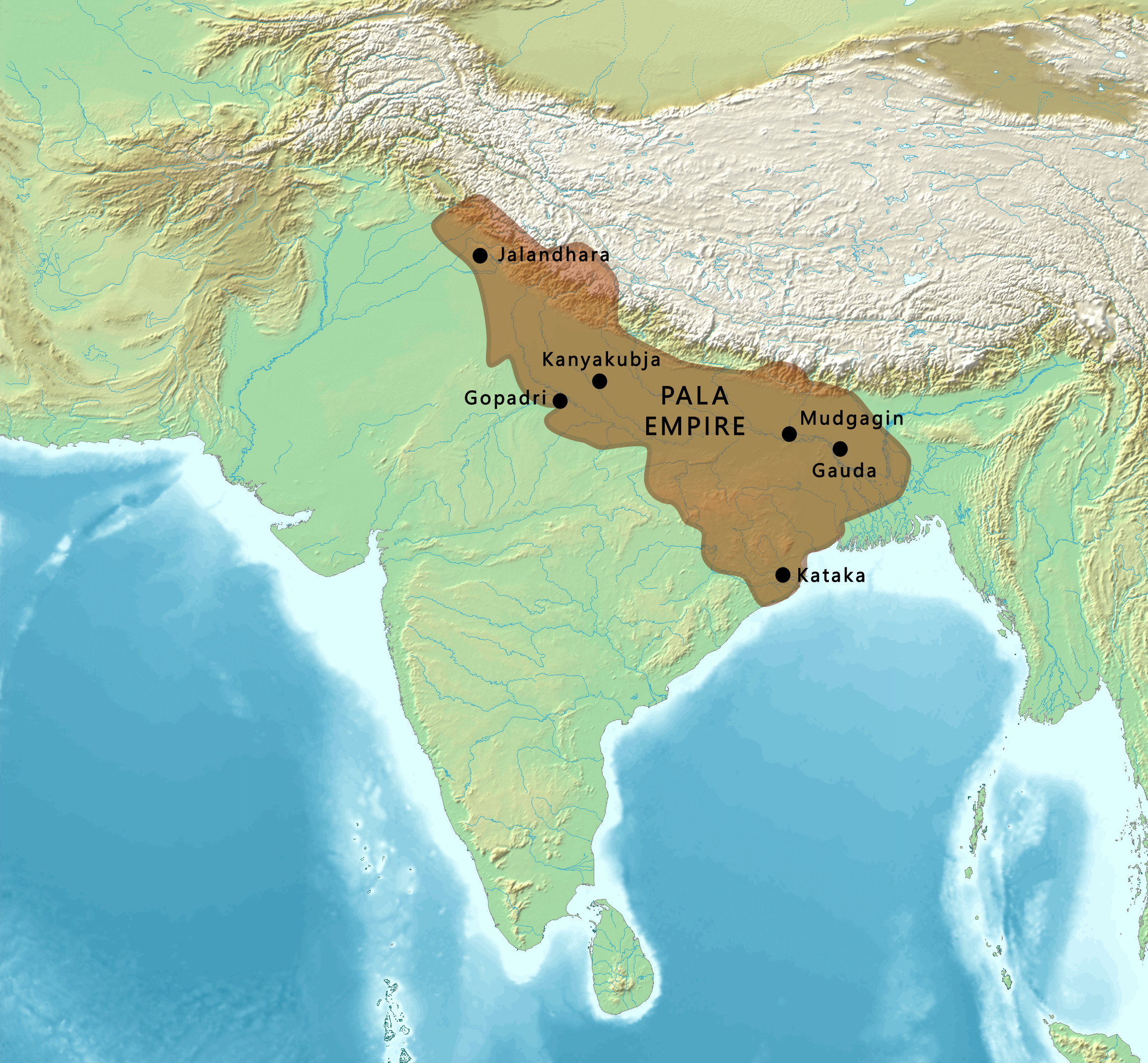
Empire Pala
Triangle indien Kanauj : Pratihâra
Expansion de l'hindouisme en Asie du Sud-Est
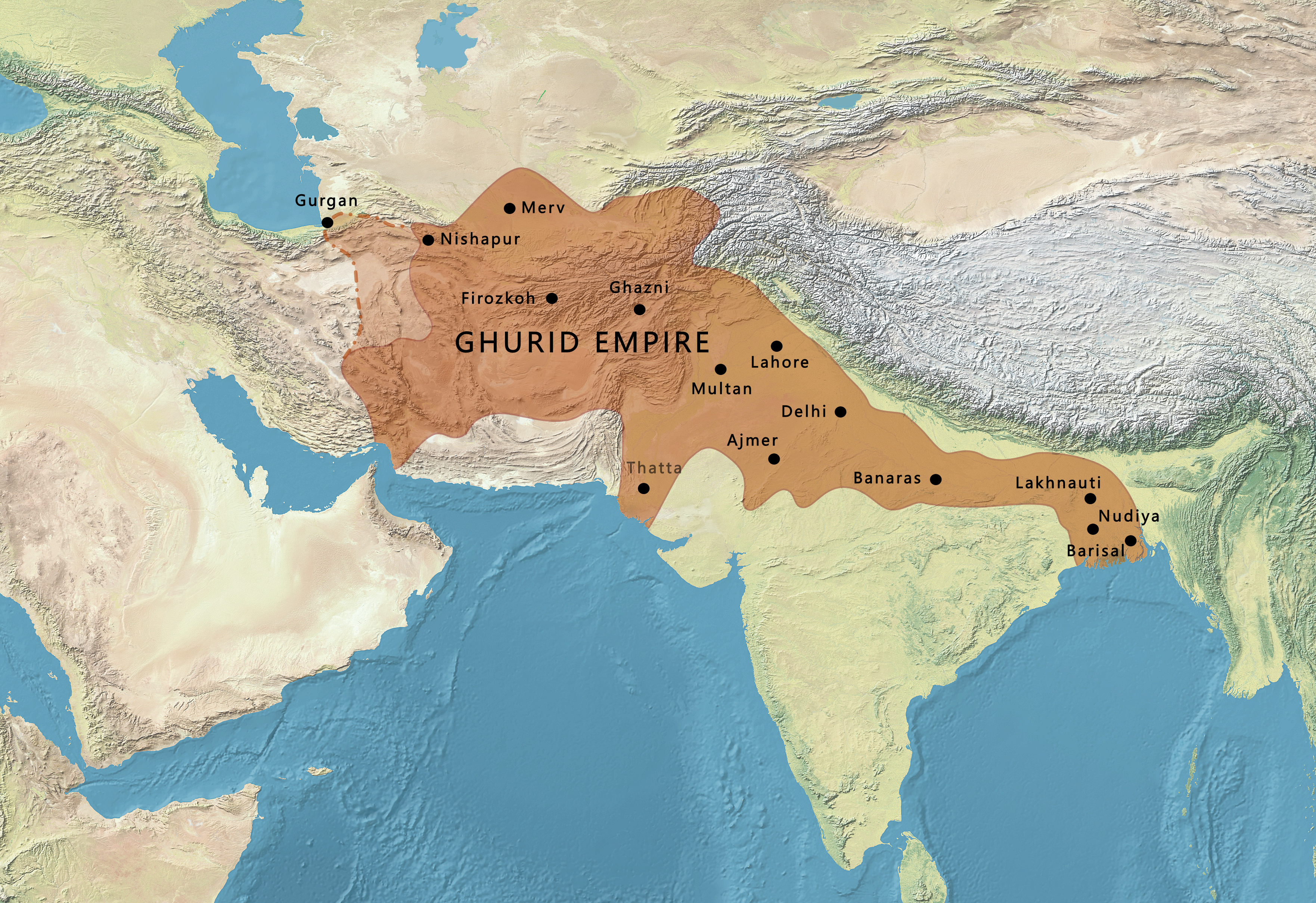
Empire ghoride, apogée (1206)
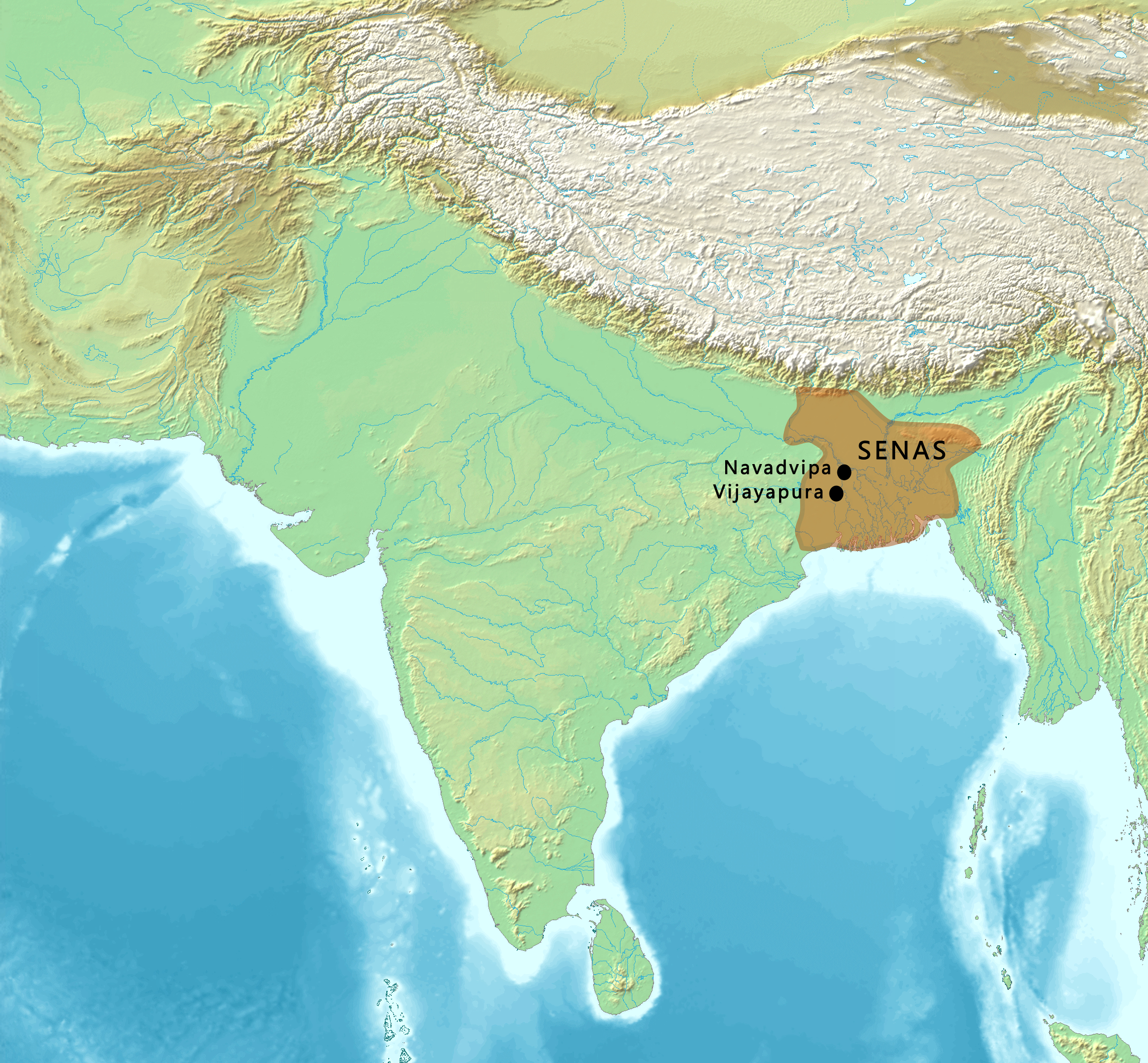
Période Sena
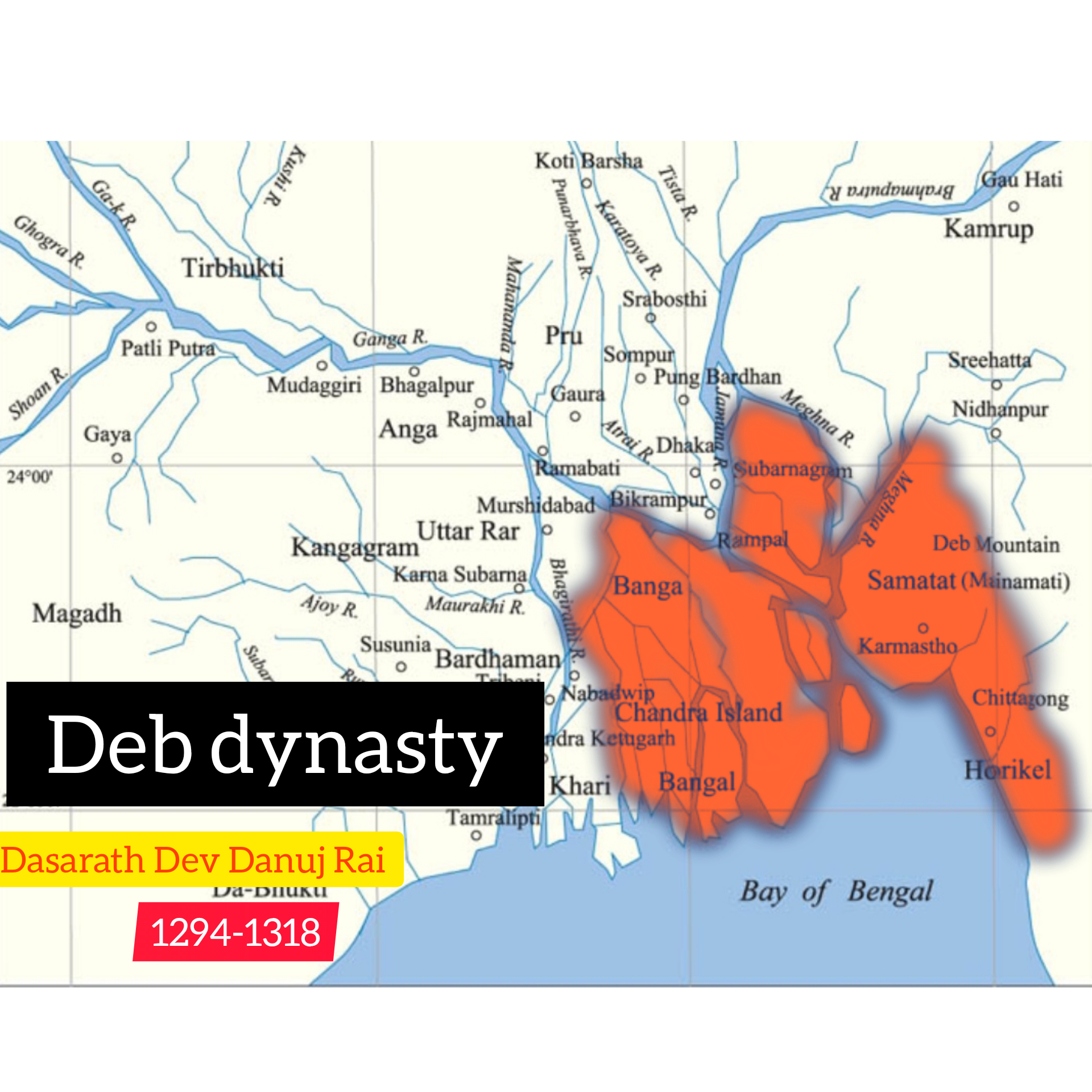
Dasarath Dev Danuj Raj, Deb Empire (1294-1318)
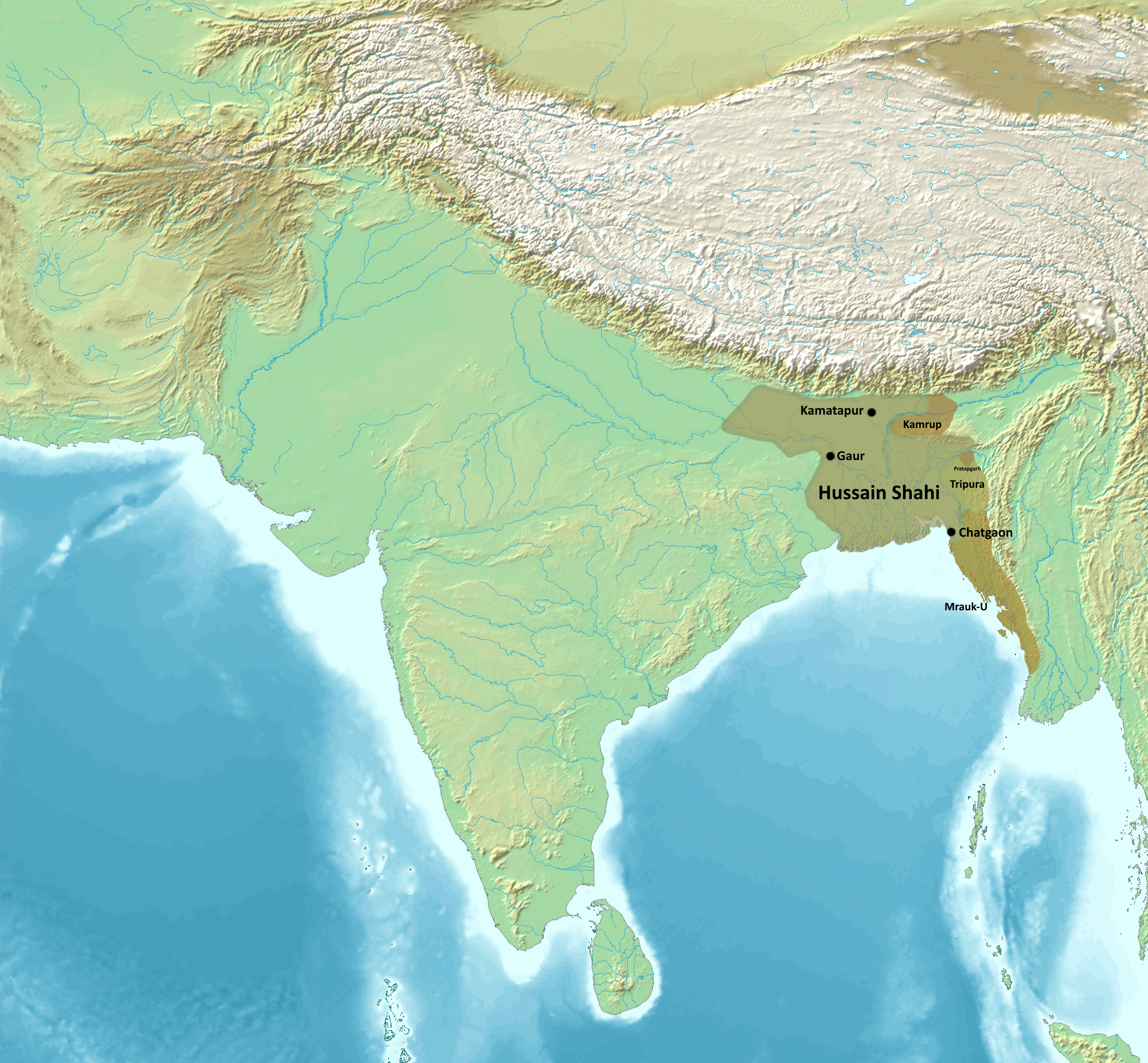
Sultanat du Bengale
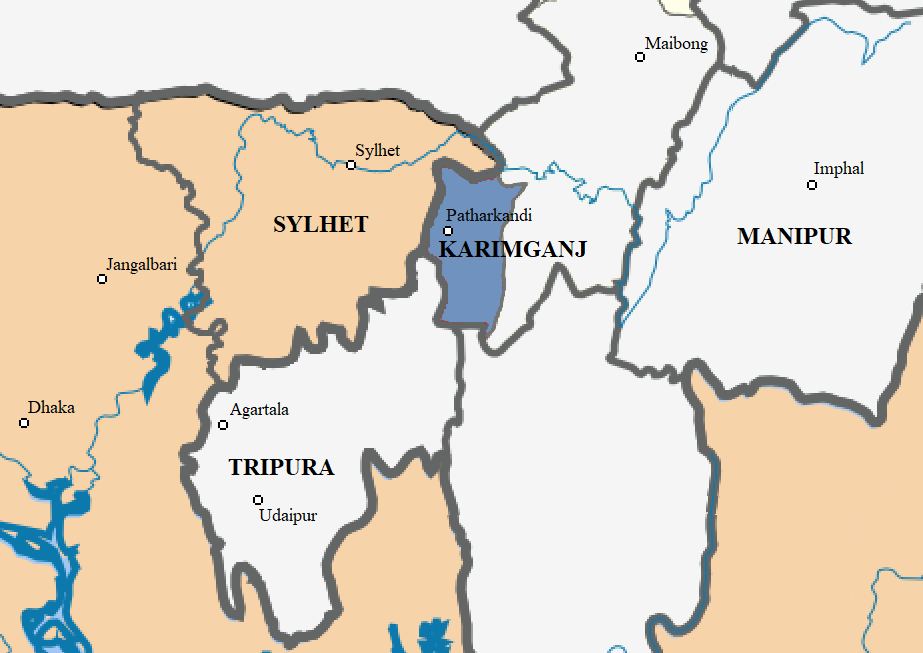
Pratapgarh
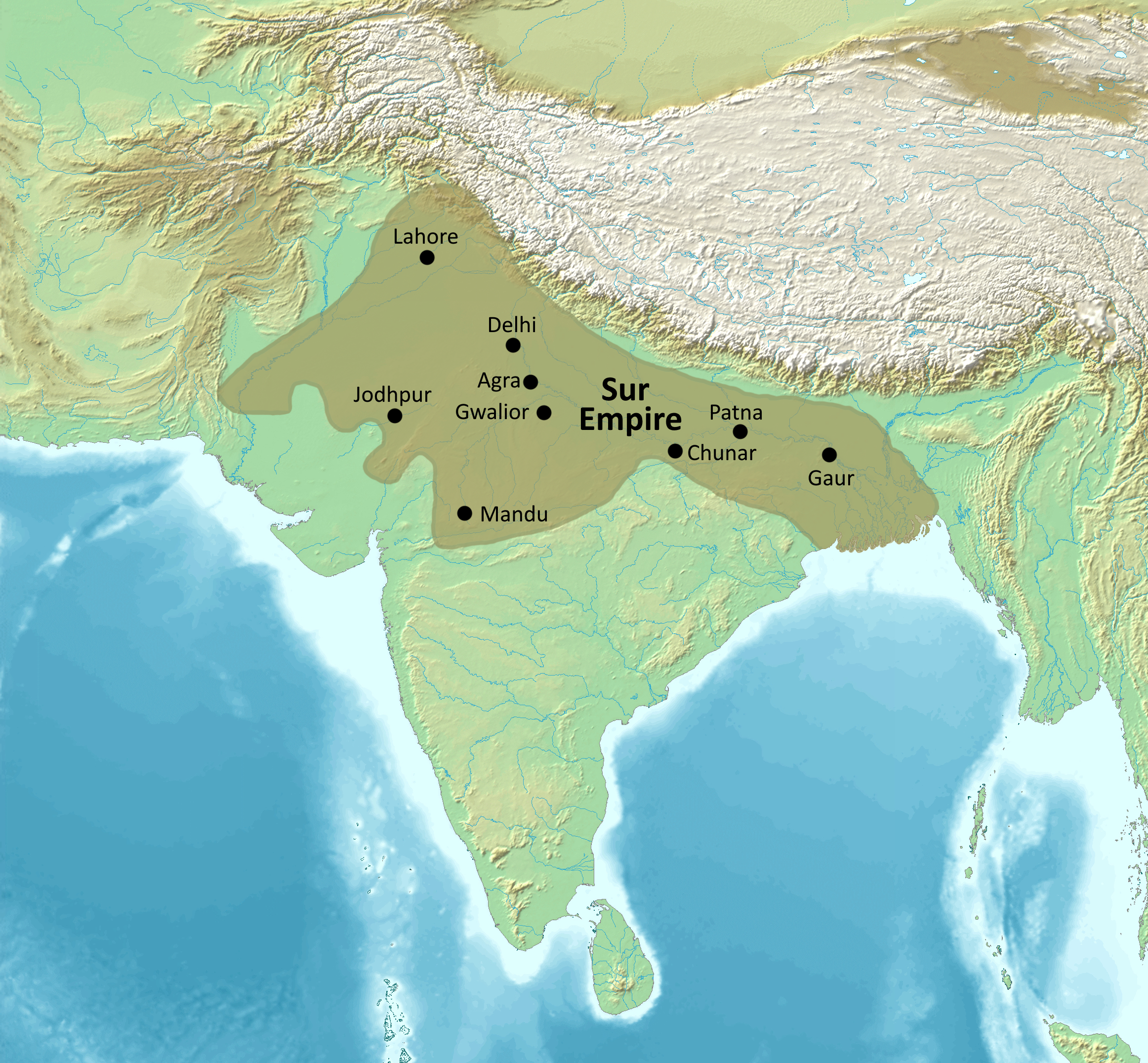
Empire suri
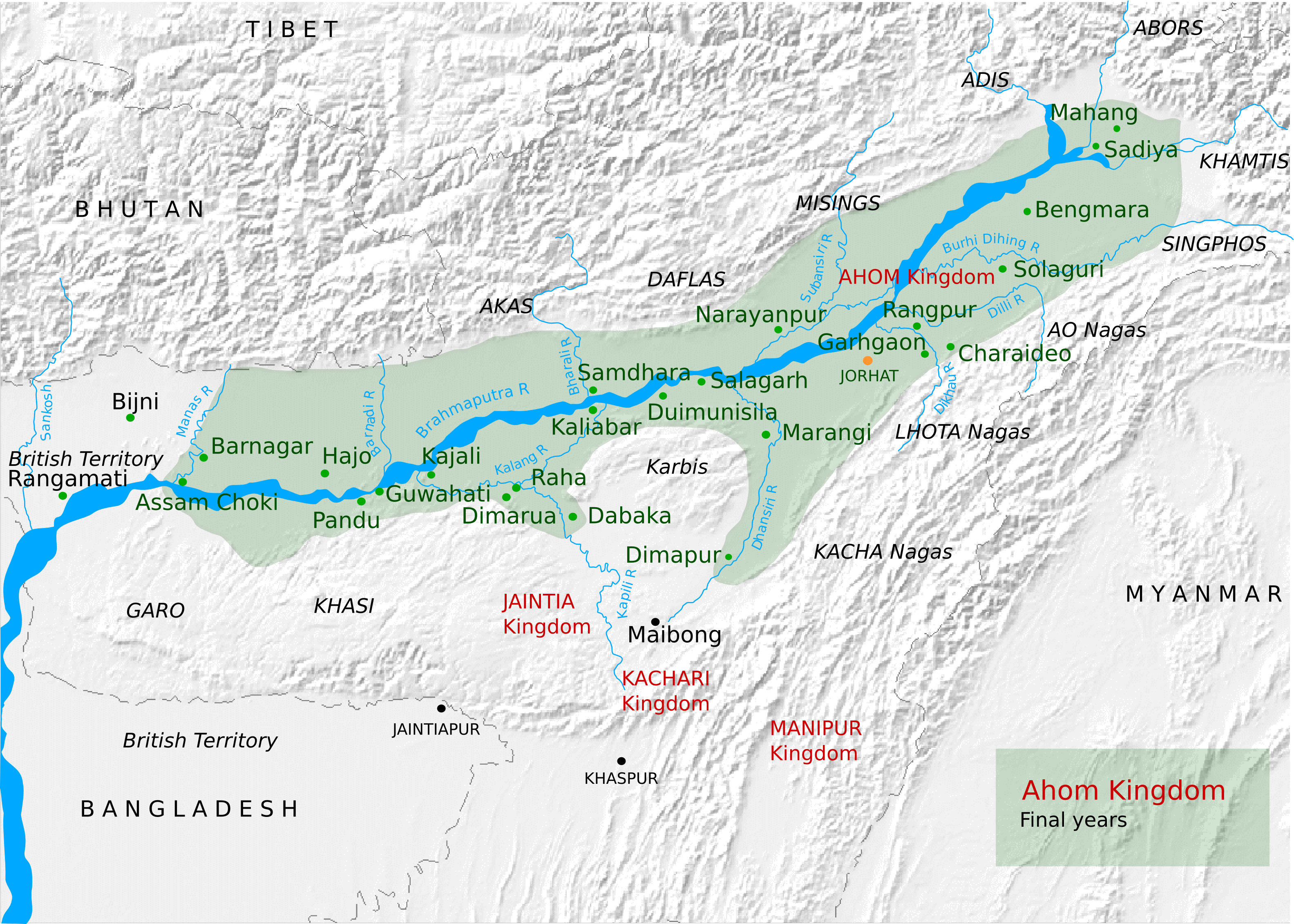
Royaume d'Ahom (vers 1800)
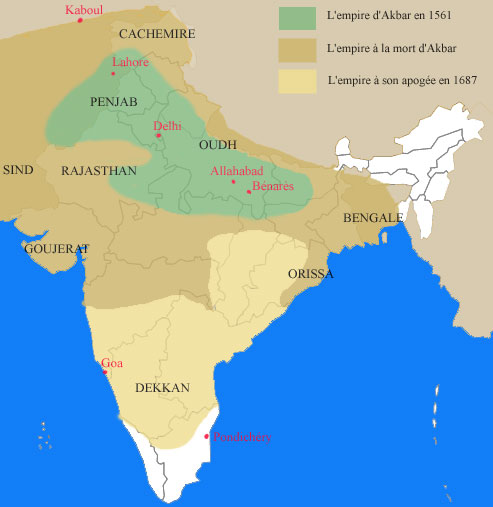
Empire moghol

## Période coloniale (européenne)

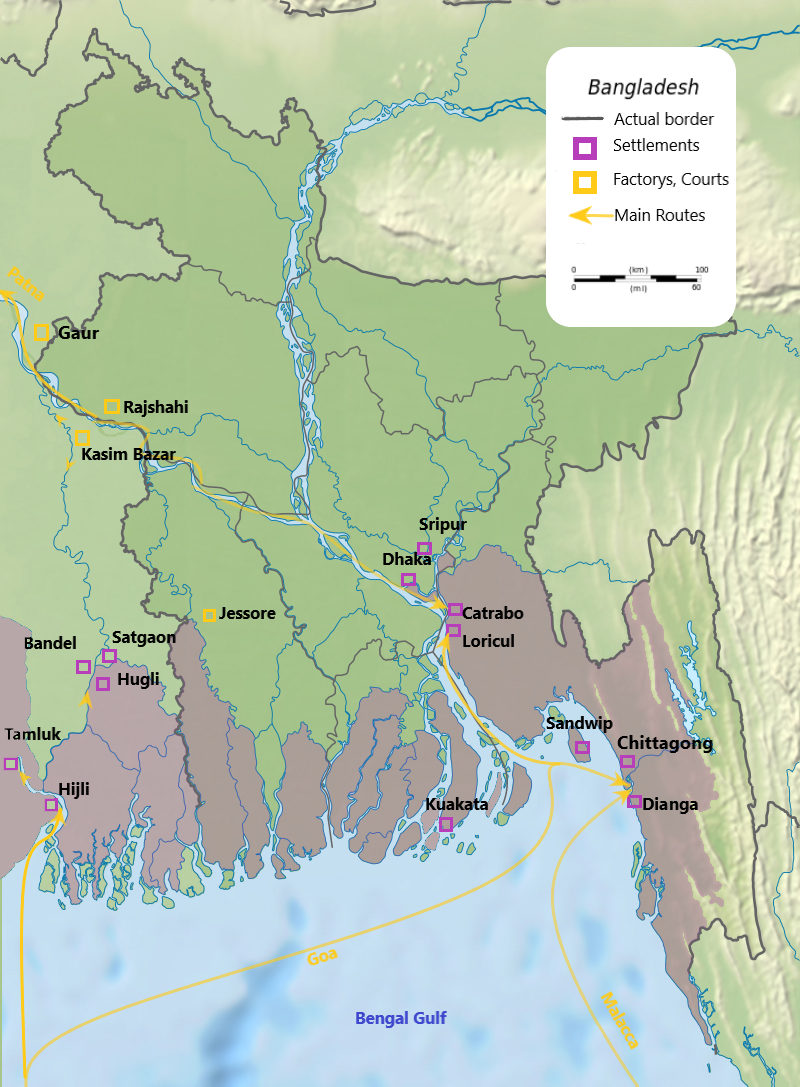
Présence portugaise

- Installation portugaise à Chittagong (en) (1528–1666)
- Arméniens au Bangladesh (en)
- Histoire des Juifs en Inde, Bnei Menashe (enfants de Menashe)
- Compagnie britannique des Indes orientales (1600-1875)
- Présidence du Bengale (1699-1947)
- Installation néerlandaise à Rajshahi (en) (1750/1781)
- Bataille de Plassey (1757)
- Famine au Bengale de 1770
- Renaissance du Bengale (vers 1800-vers 1940)
- Assam colonial (en) (1826-1947)

## XXesiècle
- Partition du Bengale (1905) :
  - Bengale-Occidental (Bihâr, Orissa)
  - Bengale oriental (Bangladesh, Assam, Manipur, Arunachal Pradesh, Nagaland, Meghalaya, Mizoram
- Province d'Assam (en) (1870-1905 et 1912-1947)
- Province du Bengale oriental et de l'Assam (en) (1905-1912)
- Résolution de Lahore (1940)
- Famine du Bengale de 1943
- Direct Action Day (en) (1946)
- Partition du Bengale (1947) (en)
- Élections législatives de 1954 au Bengale oriental (en)
- Pakistan oriental (1955-1971)
- Mouvement en six points (1966)
- Soulèvement de 1969 au Pakistan oriental (en)
- Élections législatives pakistanaises de 1970
- Proclamation d'indépendance du Bangladesh (26 mars 1971)
- Mouvement de non-coopération (Bangladesh, 1971) (en)
- Guerre de libération du Bangladesh (1971), chronologie de la guerre de libération du Bangladesh de 1971 (en)
- Génocide au Bangladesh (1971), violence sexuelle pendant la guerre de libération du Bangladesh
- Tribunal international des crimes (Bangladesh)
- Gouvernement provisoire du Bangladesh (1971-1972)
- Histoire de la république populaire du Bangladesh (depuis 1971)
- Insurrection de 1972-1975 au Bangladesh
- Sheikh Mujibur Rahman (1920-1975), Père de la Nation, assassinat de Sheikh Mujibur Rahman (15 août 1975)
- Famine de 1974 au Bangladesh
- Coups d'État militaires au Bangladesh (en)
- Soulèvement de 1990 au Bangladesh

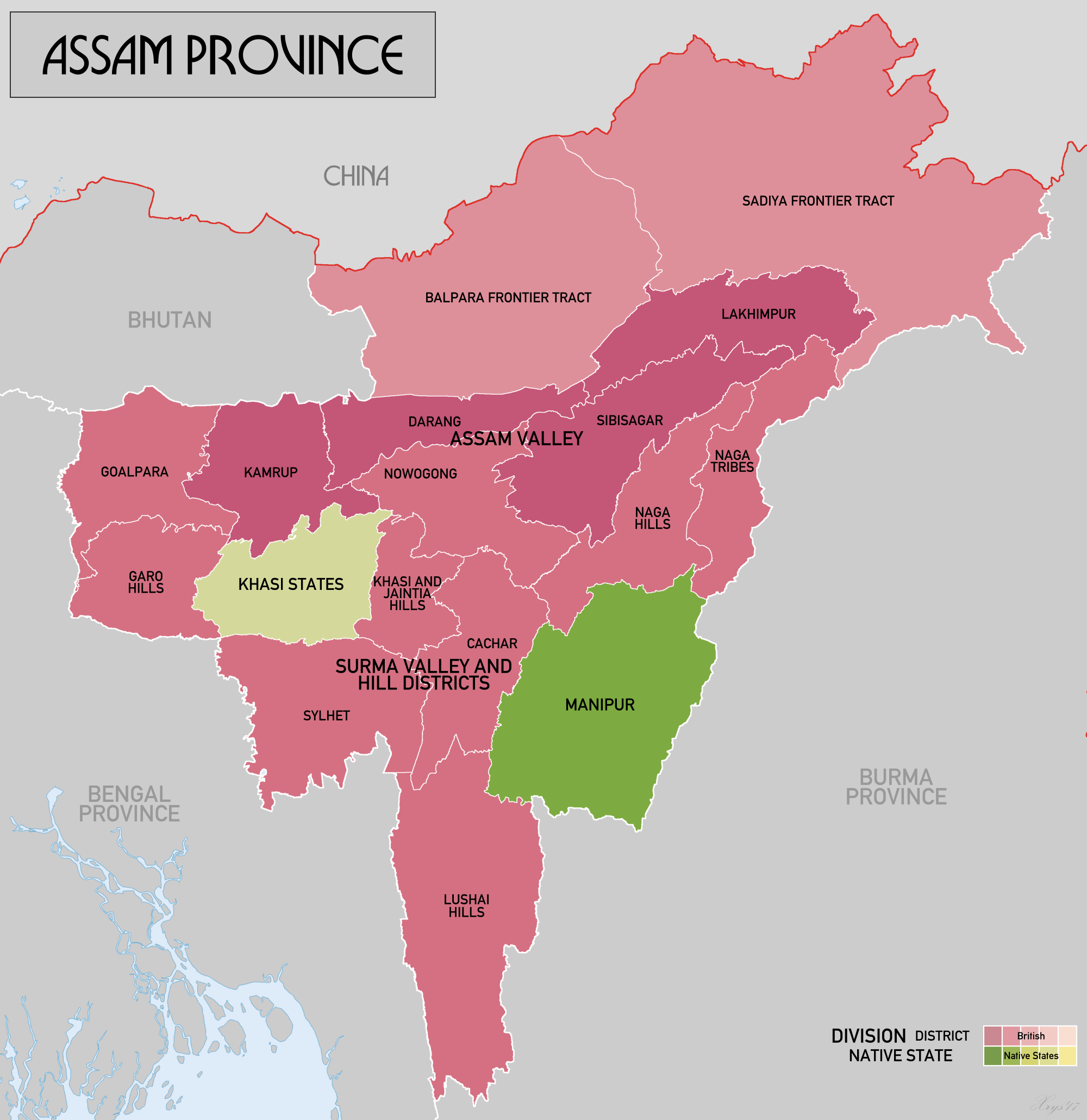
Province d'Assam (1936)

## XXIesiècle

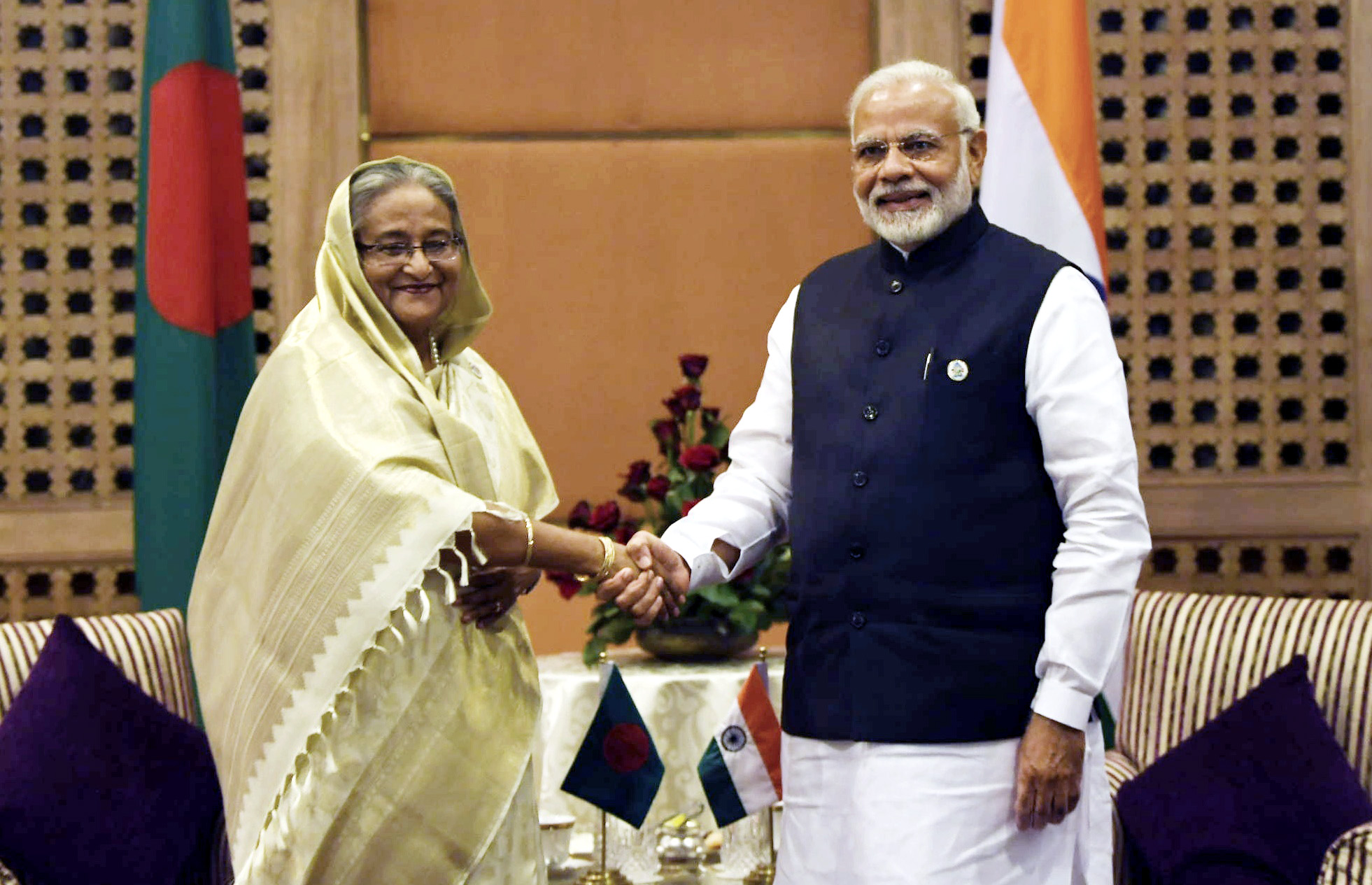
Sheikh Hasina avec le Premier ministre indien Narendra Modi en 2018.

Aînée des cinq enfants du fondateur et premier président du Bangladesh, Sheikh Mujibur Rahman, Sheikh Hasina est cheffe de l'opposition de 1986 à 1990 et de 1991 à 1995, puis Première ministre de 1996 à 2001. Elle dirige la Ligue Awami (AL) depuis 1981. 

### Période 2001-2008
La journée du 17 janvier 2005, 465 bombes de faible puissance ont explosé presque simultanément dans la quasi-totalité des principales villes et localités du pays causant 2 morts et des centaines de blessés. Ces attaques, provenant de groupes islamistes, sont de plus en plus fréquentes et visent en majeure partie des établissements gouvernementaux.
Du 20 mai au 6 juin 2006, 1,8 million d’ouvriers du textile et de la confection, dont 90 % de femmes, se sont engagés dans une série de grèves massives et simultanées à Dacca (Dhâkhâ). Ce sont différents centres industriels qui ont été touchés de façon répétée par cette vague de grèves, qui a pris un caractère de violence permanent du fait de la répression d’une férocité inouïe à laquelle s’est livré le pouvoir bengali. Trois ouvriers ont été tués, trois mille autres blessés par balles, et plusieurs milliers emprisonnés. Des dizaines de milliers d’ouvriers s’étaient mobilisés dans un mouvement de grève, qui s’est répandu comme une traînée de poudre, pour protester contre les salaires et les conditions de travail : 15 euros mensuels, pas de congés, pas d’hygiène, viols des ouvrières, etc. Parties d’une usine de Sripur, dans la banlieue de la capitale, des émeutes se sont propagées vers Dacca, entraînant la fermeture de centaines de manufactures. Les forces de répression policières, militaires et paramilitaires, ont tenté d’enfermer les ouvriers dans certaines usines (où l’eau potable avait été coupée !). La violence des affrontements entre les ouvriers et les forces de l’ordre a été telle que 14 usines ont été brûlées et plusieurs centaines saccagées.
Le 11 janvier 2007, à la suite de violences considérables, un gouvernement par intérim est installé pour prendre en charge les prochaines élections. Le pays souffre d'une corruption intense, du désordre et de la violence politiquement motivée. Le nouveau gouvernement par intérim a fait de déraciner la corruption de tous les niveaux du gouvernement sa priorité. À cette fin, beaucoup d'hommes et femmes politiques et fonctionnaires ainsi que membres des partis politiques se sont vu arrêtés pour corruption. Le gouvernement dit être en train de préparer le terrain pour les élections fin 2008.
- Gouvernement intérimaire du Bangladesh (1996-2008)
- Crise politique de 2006-2008 au Bangladesh

### Gouvernements de Sheikh Hasina (2009-2024)
En 2008, Sheikh Hasina (1947-), après un premier gouvernement (1996-2001), est réélue Première ministre avec une victoire écrasante. 
En janvier 2014, elle est reconduite comme Première ministre pour un troisième mandat, à la suite d'une élection sans opposition, car celle-ci a été boycottée par l'opposition et critiquée par les observateurs internationaux. 
- Mutinerie des gardes-frontières du Bangladesh (2009)
- Guerre des Bégums (en)
- Tentative de coup d'État au Bangladesh en 2011
- Violences de 2013 au Bangladesh (en)
- Bangladesh Vision 2041 (en)

À partir de 2015, le pays voit surgir une recrudescence de crimes et d'attentats islamistes. Pour essayer d'y mettre un terme, le premier ministre Sheikh Hasina demande à la cour suprême de mettre à l'examen la constitutionnalité du statut de religion officielle octroyé à l'islam en 1988.
Sheikh Hasina remporte un quatrième mandat en décembre 2018, puis un cinquième en 2024 à la suite d'élections toutes marquées par la violence et critiquée par l'opposition comme truquées. Elle est, avec un total de vingt années passées à la tête du gouvernement, la Première ministre ayant occupé le poste le plus longtemps dans l'histoire du Bangladesh.
En août 2024, après la dissolution du Parlement et la fuite de la Première ministre, la présidence bangladaise annonce que Muhammad Yunus (1940-), fondateur de la Grameen Bank (1983), prix Nobel de la paix 2006, va diriger un gouvernement intérimaire. En proie à une crise politique, le pays est également le théâtre d’attaques visant des minorités religieuses : des commerces et des maisons appartenant à des hindous sont pris pour cible par des manifestants. Le média indien The Print rapporte des attaques ayant visé au moins deux temples hindous. La maison d’un musicien hindou célèbre, Rahul Ananda, est également incendiée. Les heurts entre opposants à la Première ministre, les forces de l’ordre et les partisans du parti au pouvoir font au moins 300 morts, les forces de l’ordre tirant à balles réelles.

### Gouvernement Muhammad Yunus (2024-)
La démission de Sheikh Hassina et la nomination de Muhammad Yunus (à titre intérimaire, par le président Mohammad Shahabuddin) sont en grande partie une conséquence de ce qui a provoqué les divers mouvements de protestation au Bangladesh en 2022-2024) (en), particulièrement le mouvement de réforme des quotas de 2024 au Bangladesh (juillet-août) et le mouvement de non-coopération (Bangladesh, 2024) (en).
- Gouvernement Yunus
- Violences au Bangladesh en 2024 après la démission de Sheikh Hassina (en)

### Galerie

Divisions (bibhags / বিভাগ)
Districts (zila ou jela, জেলা)